# ماريا خوسيه ألفيس
ماريا خوسيه ألفيس هي منافسة ألعاب القوى برازيلية، ولدت في 10 مارس 1977 في سيارا في البرازيل.